# Stysanus fimetarius
Stysanus fimetarius är en svampart som först beskrevs av Petter Adolf Karsten, och fick sitt nu gällande namn av Massee & E.S. Salmon 1902. Stysanus fimetarius ingår i släktet Stysanus och familjen Microascaceae.   Inga underarter finns listade i Catalogue of Life.